# Dekonstrukcja
Dekonstrukcja, dekonstrukcjonizm lub dekonstruktywizm – podejście filozoficzne i zbiór pojęć stworzonych przez Jacques’a Derridę ok. 1960 roku.
Odnosi się do wielości możliwych interpretacji i odczytań języka i wytworów kultury. Zwraca uwagę na to, co sam tekst i język podkreśla jako istotne, ale także to, co pomija. Jacques Derrida twierdził, że dekonstruktywizm nie jest kierunkiem filozoficznym ani nową szkołą myślenia, a jedynie sposobem odbioru tekstu. Komentatorzy i kontynuatorzy Derridy stworzyli jednak charakterystyczny, odrębny nurt w filozofii. 
Jak twierdził sam Derrida, „nie ma nic poza tekstem”, i każdy komentarz na temat dzieła, także pochodzący od autora, jest jedynie przyczynkiem, kolejnym odrębnym tekstem podlegającym interpretacjom, lecz bynajmniej nie uprzywilejowanym. 
Termin dekonstrukcja nie ma precyzyjnej definicji, także dlatego, że unikał jej sam autor, czerpiąc zarówno z twórczości Heideggera (i jego pojęcia Destruktion), jak i z idei Innego u Lévinasa. 
Choć sam autor terminu nie uważał się za postmodernistę, dekonstruktywizm uważany jest za jedno z kluczowych podejść w ramach tego kierunku badań społecznych i filozofii. 
Ponieważ dekonstrukcja jest także sposobem interpretacji tekstu i kultury, jest obecna zarówno w filozofii, jak i w antropologii, socjologii, a także w literaturoznawstwie.